# Maiale
Maiale (wł. Świnia)  właśc. SLC (wł. Silura a Lenta Corsa – Torpeda wolnobieżna) – typ żywych torped konstrukcji włoskiej z okresu II wojny światowej.

## Historia
W 1935 roku w Zjednoczonym Królestwie Włoch został utworzony tajny ośrodek zajmujący się konstrukcją specjalnych morskich środków szturmowych. W późniejszym czasie został on przekształcony w jednostkę dywersyjną noszącą oznaczenie X flotylla MAS. Jednostka skupiała oddziały płetwonurków bojowych, żywych torped i motorówek wybuchowych. Jej baza mieściła się u ujścia rzeki Serchio, między portami La Spezia i Livorno. Została tak nazwana w celu dezinformacji nieprzyjaciela. Nazwa sugerowała, że jest to jedna z flotylli kutrów torpedowych. Szkoleni tam płetwonurkowie bojowi otrzymali torpedę kierowaną, stworzoną przez dwóch oficerów marynarki – Teseo Tesei i Eliosa Toschi. Nazwa Maiale (Świnia), została nadana torpedzie przez używające jej załogi. Pochodzi ona (wg różnych źródeł) bądź od trudności sterowania i utrzymania się na „grzbiecie” torpedy, bądź od „obsceniczności” sposobu jej dosiadania.
Największym sukcesem włoskich płetwonurków na pojazdach SLC było poważne uszkodzenie pancerników HMS „Queen Elizabeth” i „Valiant” oraz zbiornikowca „Sagona” w porcie w Aleksandrii 18 grudnia 1941. Sześciu płetwonurków na trzech SLC dostarczonych przez okręt podwodny „Scirè” zdołało przedostać się od bazy i postawić trzy miny, które spowodowały wyłączenie z akcji HMS „Queen Elizabeth” na ponad 17 miesięcy, „Valiant” na ponad pół roku i niszczyciela „Jervis” na ponad miesiąc oraz zniszczenie zbiornikowca. Wszyscy nurkowie przeżyli, lecz dostali się do niewoli.

## Konstrukcja

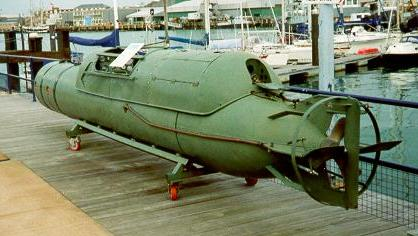
Żywa torpeda typu SSB

Żywa torpeda SLC została skonstruowana w oparciu o standardową torpedę kalibru 533 mm, stosowaną we włoskiej Regia Marinie. Jej długość wynosiła 6,70 m. Napęd stanowił silnik elektryczny, zasilany przez 30 akumulatorów o napięciu 60 V. Pozwalało to osiągać prędkość 2,5 węzła na powierzchni i 1,5 węzła w zanurzeniu. Napęd torpedy posiadał cztery biegi. Trzy zakresy prędkości do przodu i jeden wstecz. Załogę pojazdu stanowiło dwóch ludzi: sternik (z reguły oficer) i mechanik – podoficer. Siedzieli oni okrakiem na torpedzie w specjalnych siedziskach. Oba siedziska były nieco obudowane. Sternik posiadał przed sobą osłonę ze szkła organicznego, która chroniła go przed bryzgami fal w czasie marszu na powierzchni. Za osłoną znajdowały się przyrządy kontrolno-pomiarowe torpedy. Za stanowiskiem mechanika znajdował się pojemnik rufowy. Znajdowały się w nim takie narzędzia jak nożyce do cięcia sieci zagrodowych, magnetyczne uchwyty do mocowania ładunków wybuchowych oraz zapasowe aparaty tlenowe. Obaj członkowie załogi byli ubrani w skafandry do nurkowania i aparaty tlenowe, które umożliwiały sześciogodzinne przebywanie pod wodą. Pojazdy typu SLC mogły zanurzać się na maksymalną głębokość 30 metrów. Uzbrojenie torpedy stanowiła odczepiana głowica bojowa o masie do 300 kg, wyposażona w zapalnik zegarowy.
W późniejszym okresie, skonstruowano nowocześniejszy model pojazdu. Był on znany pod oznaczeniem SSB (Siluro San Bartolomeo – Torpeda św. Bartłomieja). Była ona wyposażona w rodzaj niewielkiej kabiny zapewniającej większy komfort załodze.
Na podstawie zdobytych egzemplarzy SLC, Brytyjczycy zbudowali swój pojazd podwodny noszący oznaczenie Chariot.